# Pupalia orbiculata
Pupalia orbiculata är en amarantväxtart som beskrevs av Robert Wight. Pupalia orbiculata ingår i släktet Pupalia och familjen amarantväxter. Inga underarter finns listade i Catalogue of Life.